# Años 1120
Los años 1120 o década del 1120 empezó el 1 de enero de 1120 y terminó el 31 de diciembre de 1129.

## Acontecimientos
- Alfonso I de Aragón reconquista Daroca entre junio de 1120 y febrero de 1122.[1]
- Honorio II sucede a Calixto II como papa en el año 1124.
- Batalla de Azaz (1125)